# Distretto di Criuleni
Il distretto di Criuleni è uno dei 32 distretti della Moldavia, il capoluogo è la città di Criuleni.

## Società

### Evoluzione demografica
In base ai dati del censimento, la popolazione è così divisa dal punto di vista etnico:
| Etnia       | Abitanti | %     |
| ----------- | -------- | ----- |
| Moldavi     | 67.046   | 92,79 |
| Ucraini     | 2.692    | 3,73  |
| Russi       | 1.008    | 1,39  |
| Gagauzi     | 49       | 0,10  |
| Bulgari     | 72       | 1,22  |
| Rumeni      | 1.170    | 1,62  |
| Altre etnie | 217      | 0,30  |

## Geografia antropica

### Suddivisioni amministrative
Il distretto è formato da 1 città e 24 comuni

#### Città
- Criuleni

#### Comuni
1. Bălăbănești
2. Bălțata
3. Boșcana
4. Cimișeni
5. Corjova
6. Coșernița
7. Cruglic
8. Dolinnoe
9. Drăsliceni
10. Dubăsarii Vechi
11. Hîrtopul Mare
12. Hrușova
13. Ișnovăț
14. Izbiște
15. Jevreni
16. Mașcăuți
17. Măgdăcești
18. Miclești
19. Onițcani
20. Pașcani
21. Răculești
22. Rîșcova
23. Slobozia-Dușca
24. Zăicana